# Adrien Rougier
Adrien Rougier (Vernaison, 23 giugno 1892 – Lione, 1º luglio 1984) è stato un compositore, direttore d'orchestra, organaro, organista francese.

## Biografia
Dopo avere studiato musica a Lione, Rougier proseguì gli studi a Parigi con Vincent d'Indy e Louis Vierne, famoso organista che gli permise di perfezionare la sua tecnica d'interpretazione. Fu per un breve periodo assistente di Charles-Marie Widor, organista del grande organo della chiesa di Saint-Sulpice, prima di essere nominato organista titolare a Lione in diverse parrocchie. Dal 1923 fu anche il direttore dell'orchestra filarmonica di Grenoble.
Nel 1947 persuase Maurice Duruflé a venire a Lione per dirigere il suo Requiem op. 9. Ottenne anche la venuta di Gaston Litaize, Jean Langlais ed altri eminenti organisti dell'epoca. Dal 1967 al 1969 assunse la carica di professore d'organo al Conservatorio di Lione.

## Opere
Nell'opera di Rougier si sente l'influenza dell'opera di Louis Vierne e, indirettamente, quella di César Franck che Rougier ammirava molto. Ma ebbe soprattutto l'occasione di contribuire al rinascimento della musica per organo di Johann Sebastian Bach dedicando le sue ricerche alla restituzione delle sonorità degli strumenti suonati dal kantor di Lipsia nel settecento.
- "Les Elfes", poema sinfonico per orchestra, 1921 (suonato per la prima volta dall'Orchestra filarmonica di Grenoble il 19 aprile 1922)
- "En marge de trois maîtres français", per orchestra (suonato per la prima volta il 9 novembre 1928, sala Rameau a Lione, dall'orchestra della Società filarmonica di Lione diretta da Rougier).
- "Trois Esquisses pour l'Odyssée: Ulysse, Calypso, Les Jeux chez les Phéaciens", per orchestra (opera suonata il 4 marzo 1934, sala Rameau a Lione, dall'orchestra della Società filarmonica di Lione da Jean Witkowski).
- "Nocturne pour violoncelle et piano" (pubblicato da Jobert, Parigi)
- "Trois mélodies sur des poèmes di Albert Samain, per soprano e pianoforte (pubblicato da Jobert, Parigi)
- "Elégie-lamento" per organo (pubblicato da Rubin, Lione)
- "Arabesque" per organo (pubblicato da Rubin, Lione)
- "Elevation en Ré bémol majeur" per organo (pubblicato da Rubin, Lione)
- "Interlude en ut mineur" per organo (pubblicato da Rubin, Lione)
- "Toccata et fugue en sol mineur" per organo, suonato nel 1965 davanti a Sua Eminenza Alexandre-Charles-Albert-Joseph Renard, arcivescovo di Lione (pubblicato da Rubin, Lione)
- "Petites pièces" per organo
- "Initiation à la facture d'orgue" pubblicazione da "Les amis de l'orgue de Lyon" - 1940/41 –
- "Les Orgues de Jean-Sébastien Bach" - Roudil Frères – Lione -
- "J-S Bach, l'organiste et l'oeuvre pour orgue" da Adrien Rougier